# 博尔派尔 (瓦兹省)
博尔派尔（法語：Beaurepaire，法語發音：[boʁpɛʁ]）是法国瓦兹省的一个市镇，属于桑利斯区。

## 地理
博尔派尔（49°17'38"N, 2°34'17"E）面积5.07 平方千米，位于法国上法蘭西大區瓦兹省，该省份为法国北部内陆省份，北起索姆省，西接厄尔省和滨海塞纳省，南至塞纳-马恩省和瓦兹河谷省，东临埃纳省。
与博尔派尔接壤的市镇（或旧市镇、城区）包括：布勒努耶、弗勒里讷、蓬圣马克桑斯、韦尔讷伊昂纳拉特。

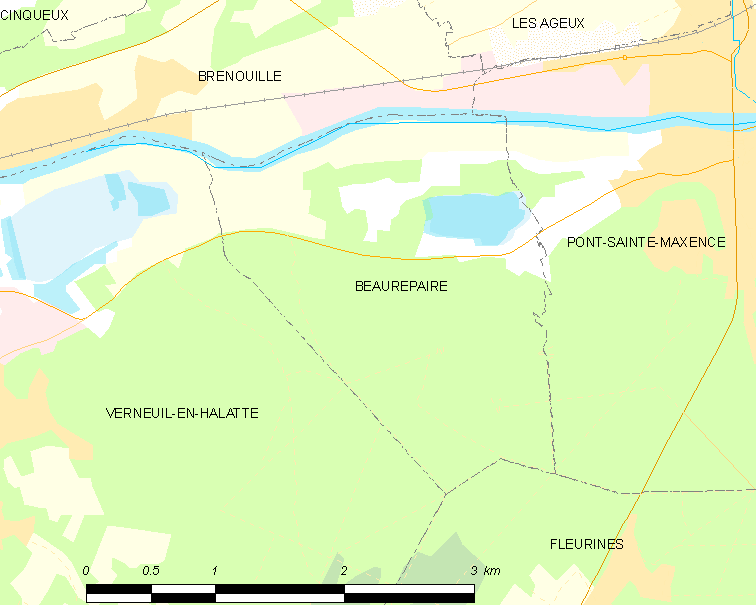
的OSM定位图

博尔派尔的时区为UTC+01:00、UTC+02:00（夏令时）。

## 行政
博尔派尔的邮政编码为60700，INSEE市镇编码为60056。

## 政治
博尔派尔所属的省级选区为蓬圣马克桑斯县。

## 人口

1962-2008年间人口变化图示

博尔派尔于2022年1月1日时的人口数量为64人。